# Подляшуки
Подляшуки (Подляшский говор: Пудляшуки, romanized: Podlašuki; укр. Підляшани; бел. Падляшукі; пол. Podlaszucy) — восточнославянская этническая группа из Подляшья, исторической области на северо-востоке Польши, включающей Подляское и Люблинское воеводства. Некоторые подлашуки идентифицируют себя как белорусы, украинцы или поляки, в то время как другие идентифицируют себя как отдельную этническую группу.

## Язык
Подляшуки традиционно говорят на подлашском микроязыке, который также классифицируется как Подляшский говор. северно украинского языка.

## Религия
Подляшуки на севере Подляхии, расположенные в Подляском воеводстве, в основном исповедуют православие, а на юге Подляхии, в Люблинском воеводстве, в основном католики.